# Jan Adrian Łata
Jan Adrian Łata (ur. 7 marca 1944 w Tarnowie) – polski duchowny rzymskokatolicki, teolog i filozof religii. 

## Życiorys
Pochodzi z parafii Biskupice Radłowskie. Przyjął święcenia kapłańskie 25 maja 1969 roku. Jako wikariusz pracował m.in. w parafiach w Lubzinie (1970–1972) i Tymbarku (1983–1986). W roku 1987 zdobył tytuł licencjacki z filozofii na Fakultecie Teologicznym w Krakowie, a w roku 1993 tytuł doktora teologii na Papieskim Fakultecie Teologicznym we Wrocławiu. Swoimi publikacjami i tłumaczeniami przybliżał polskim czytelnikom osobę niemieckiego filozofa i teologa protestanckiego Paula Tillicha. Od 1988 r. pracuje w Niemczech. W latach 1991–2017 był proboszczem parafii w Weiding. Został odznaczony EC.

## Wybrane publikacje
- Miscellanea, Polihymnia, Lublin 2024, ISBN 978-83-7847-899-7.
- Religioni et Litteris, Polihymnia, Lublin 2020, ISBN 978-83-7847-703-7.
- Skończoność i Wyobcowanie współczesnego Człowieka. Polihymnia, Lublin 2017, ISBN 978-83-7847-452-4.
- Lęk przed pustką i bezsensem,. Polihymnia, Lublin 2016, ISBN 978-83-7847-362-6.
- Między autonomią a przynależnością. Polihymnia, Lublin 2015, ISBN 978-83-7847-280-3.
- Chodźże o własnych siłach. Polihymnia, Lublin 2014, ISBN 978-83-7847-183-7.
- Nie glina w glinę .... Polihymnia, Lublin 2013, ISBN 978-83-7847-073-1.
- Pogoń za nową teonomią. Polihymnia, Lublin 2012, ISBN 978-83-7847-007-6.
- Więdnące Liście. Polihymnia, Lublin 2011, ISBN 978-83-7270-819-9.
- Ostateczna Troska Człowieka. Zakład Poligraficzny Z. Gajek, Wrocław 2000, ISBN 83-88308-20-3.
- Zdrojów Mojżeszowych Laska. Oficyna Wydawnicza „Signum“, Wrocław 1998, ISBN 83-85631-72-0.
- Moc, która pokonuje niebyt. CBS-Service, Wrocław 1996, ISBN 83-901051-4-4.
- Odpowiadająca teologia Paula Tillicha. Oficyna Wydawnicza „Signum“, Oleśnica 1995, ISBN 83-85631-38-0.

## Przekłady Paula Tillicha na język polski
- Paul Tillich: Rzeczywistość Objawienia. Oficyna Wydawnicza „Signum“, Oleśnica 1998, ISBN 83-85631-58-5.
- Paul Tillich: Rzeczywistość Chrystusa Nowy Byt. Oficyna Wydawnicza „Signum“, Oleśnica 1996, ISBN 83-85631-54-2.
- Paul Tillich: Egzystencja i oczekiwanie Chrystusa. Oficyna Wydawnicza „Signum“, Oleśnica 1996, ISBN 83-85631-55-0.
- Paul Tillich: Prawda jest w głębi. Oficyna Wydawnicza „Signum“, Oleśnica 1996, ISBN 83-85631-40-2[6].